# Elezioni generali a Cuba del 1954
Le elezioni generali a Cuba del 1954 si tennero il 1º novembre.
Fulgencio Batista vinse le elezioni presidenziali con la Coalizione Nazionale Progressista senza oppositori, poiché l'unico candidato dell'opposizione, 
Ramón Grau San Martín, ritirò la sua candidatura due giorni prima delle elezioni, denunciando le frodi del governo. Il Partito d'Azione Progressista ottenne 36 seggi su 54 al Senato e 60 seggi su 130 alla Camera dei Rappresentanti. L'affluenza fu del 52,4%.

## Risultati

### Elezioni presidenziali
| Candidato             | Partito                          | Voti      | %   |
| --------------------- | -------------------------------- | --------- | --- |
| Fulgencio Batista     | Coalizione Nazional-Progressista | 1.451.753 |     |
| Ramón Grau San Martín | Partito Autentico                | 188.209   |     |
| Schede bianche/nulle  |                                  |           |     |
| Totale                | Totale                           | 1.451.753 | 100 |

La Coalizione Nazionale Progressista era un'alleanza del Partito d'Azione Progressista, dell'Unione Radicale, del Partito Repubblicano Democratico e del Partito Liberale Autonomista.

### Elezioni parlamentari

#### Camera dei rappresentanti
| Partito                       | Voti | % | Seggi |
| ----------------------------- | ---- | - | ----- |
| Partito Progressista d'Azione |      |   | 60    |
| Partito Liberale Autonomista  |      |   | 24    |
| Partito Democratico           |      |   | 15    |
| Unione Radicale               |      |   | 15    |
| Totale                        |      |   | 114   |
| Partito Autentico             |      |   | 16    |
| Totale                        |      |   | 130   |

#### Senato
| Partito                           | Voti | % | Seggi |
| --------------------------------- | ---- | - | ----- |
| Coalizione Progressista Nazionale |      |   | 36    |
| Partido Auténtico                 |      |   | 18    |
| Totale                            |      |   | 54    |